# María la del barrio
 (août 2021).
Si vous disposez d'ouvrages ou d'articles de référence ou si vous connaissez des sites web de qualité traitant du thème abordé ici, merci de compléter l'article en donnant les références utiles à sa vérifiabilité et en les liant à la section « Notes et références ».
 (août 2021).
María la del barrio est une telenovela mexicaine produite par Angelli Nesma Medina pour Televisa en 1995. Elle est diffusée en Afrique du lundi au vendredi sur la chaîne Télé Africa à partir de 19 h 30 en version française.
La série est un remake de Los ricos también lloran. María la del barrio est considérée comme l'un des spectacles les plus populaires. Elle a été diffusée dans plus de 180 pays. C'est la dernière partie de la Trilogía de las Marías.
Thalía et Fernando Colunga ont joué le rôle de protagonistes, Ludwika Paleta et Osvaldo Benavides ont joué le rôle de co-protagonistes, tandis que Itatí Cantoral a joué comme principale antagoniste. Les principaux acteurs, Ricardo Blume, Irán Eory, Carmen Salinas et Meche Barba ont joué un rôle de premier plan.

## Synopsis
María Hernández est une jeune fille, humble, rêveuse et sans éducation qui vit avec sa marraine Cacilda à la périphérie de Mexico. Elle travaille en récupérant des matériaux recyclables dans une décharge. Le jour où María a 15 ans, sa marraine meurt. Sur son lit de mort, Cacilda demande au Père Honorio de trouver un lieu où sa filleule puisse travailler et vivre. María est accueillie par l'homme d'affaires Fernando De la Vega, l'un des hommes les plus influents et les plus riches du pays. Il enseigne les bonnes mœurs à María et l'accueille comme un membre de sa famille bien que sa femme Victoria et Carlota, une des servantes, méprisent María dès la première rencontre.
Luis Fernando, le fils aîné de la famille De la Vega, est quitté par sa petite amie Brenda. C'est pourquoi il jure de ne plus s'impliquer émotionnellement avec les femmes, mais de jouer avec elles. Il s'engage d'abord avec María à cette fin, mais finit par tomber amoureux d'elle. Soraya Monténégro, la vénérable et fière nièce de Victoria, est amoureuse de Luis Fernando et veut l'épouser. Elle méprise María et l'appelle «marginale».
María gagne peu à peu l'amitié et la confiance des habitants et des employés de l'hôtel, y compris Victoria, qui change d'attitude envers María, Lupe, la femme de ménage, et Vladimir et Vanessa, les enfants de la famille De la Vega. Soraya profite d'un ivrogne Luis Fernando, l'amène au lit et apporte un test de grossesse faux, ce qui l'oblige à l'épouser, même s'il aime María. Pour oublier Luis Fernando, María commence à sortir avec Vladimir. Elle commence également à prendre des cours d'étiquette de Doña Caro, un professeur engagé surtout par Don Fernando pour enseigner María. Luis Fernando subit également une transformation de la personnalité : il devient plus mature et cesse de boire et commence à travailler dans l'entreprise de son père. Il commence à soupçonner Soraya de ne pas être enceinte, donc elle apporte un autre test de grossesse. Soraya prétend maintenant qu'elle a subi une fausse couche.
Soraya, qui va vivre dans le manoir des De la Vega avec sa nounou Calixta, qui s'occupe d'elle depuis son enfance, se bat constamment avec María et veut la tuer. Calixta, qui est également guérisseuse, l'aide à mettre des mauvaises herbes dans l'eau de María. María tombe malade et est envoyée à l'hôpital où elle découvre la cause de sa maladie. Calixta révèle à Soraya qu'elle est sa vraie mère. Détestable, Soraya la fait sortir de la maison. Osvaldo, l'amant de Soraya, découvre le plan maléfique et la menace : Si elle ne lui donne pas d'argent, il la trahira. Dans un combat violent, Soraya tente de le tuer et finit par tomber de la fenêtre d'un appartement et est présumée morte. Bientôt Luis Fernando et María projettent de se marier, mais un Vladimir jaloux choisit de ne pas assister au mariage. Luis Fernando et María sont mariés de toute façon.
Lors de leur mariage, Luis Fernando commence à soupçonner María et son frère d'être amants. Lorsque Vladimir se rend au manoir pour s'excuser auprès de María d'avoir été absent à son mariage, Luis Fernando les voit s'embrasser. Cet incident crée un malentendu, et il s'éloigne de son frère et de sa femme. Pendant ce temps, le reste de la famille De la Vega se déplace temporairement en Espagne, laissant María seule dans la maison. Elle tombe enceinte et bénéficie du soutien et de l'amitié de Lupe, la femme de ménage. Malheureusement, pendant sa grossesse, elle est atteinte de troubles bipolaires et de fièvre. Peu de temps avant la naissance du bébé, Luis Fernando demande le divorce à María qui, désespérée, quitte le manoir. María donne alors naissance à son fils dans un hôpital et le nomme Fernando. Elle est déchargée avec le bébé et erre, mentalement déséquilibrée, dans les rues avec le bébé dans ses bras. Sans le vouloir, elle le donne à une femme nommée Agripina.
Luis Fernando retrouve María dans un hôpital psychiatrique et on lui dit que leur fils est mort. Incertain de ce qu'il faut faire, Luis Fernando adopte une petite fille nommée María de los Ángeles, surnommée «Tita». María décide de chercher son fils perdu et laisse Luis Fernando avec Tita presque tous les jours. Simultanément, Lupe engage Penélope, sa filleule, pour s'occuper de Tita. Penélope, cependant, est sournoise et manipulatrice. Elle tombe amoureuse de Luis Fernando et ils deviennent amants. María découvre finalement la vérité et tire Penélope et demande le divorce de Luis Fernando. Cependant, il s'excuse auprès de María et elle lui pardonne.
Quatorze ans passent, et Fernando (Nando), maintenant âgé de quatorze ans, travaille comme vendeur de loterie. Une nuit, Agripina a un accident et est admise à l'hôpital. Afin d'acheter des médicaments pour sa mère, Nando est convaincu par un ami de voler de l'argent dans une maison riche. Sans le savoir, il pénètre la maison de María et est pris en flagrant délit par elle et Luis Fernando, qui arrive armé d'un fusil. Nando explique qu'il voulait voler parce qu'il avait besoin d'argent pour acheter des médicaments pour sa mère qui est à l'hôpital. Luis Fernando refuse de le croire et menace d'emmener le garçon au poste de police. María supplie son mari de laisser Nando libre, après quoi il accepte à contrecœur. Elle retourne plus tard à l'hôpital et reconnaît Agripina, qui, de son côté, ne se souvient pas d'elle. Agripina dit qu'elle est très inquiète pour Nando, María lui répond qu'elle l'a embauché pour travailler dans sa maison.
María commence à soutenir son fils tout en lui cachant la vérité. Tita, âgée de quinze ans, pense que Nando est l'amant de sa mère et s'efforce de trouver des façons de les exposer. Penélope est maintenant mariée à José María Cano, surnommé Papacito, un homme bon à rien. Les deux coïncident dans le même appartement que Nando, et le chantage de María qu'ils vont dire à Tita qu'elle a été adoptée et que Nando est son amant à tout le monde, si elle ne leur donne pas d'argent en échange du silence. María est finalement enivrée des idées fausses constantes de Tita et lui révèle que Nando est son fils perdu.
Après que María ait dit à Nando qu'il était son fils, il vient vivre avec la famille De la Vega. Luis Fernando, toujours ignorant qu'il est son fils, croit que María a emmené son amant dans sa propre maison, attrape son arme et tente de le tuer. Après que la balle est sorti de son fusil, María hurle que Nando est leur fils. Elle se réconcilie donc avec son mari et réunit Nando avec son père. Penélope et José María sont arrêtés pour leurs crimes.
Soraya est complètement guérie de l'accident qu'elle a eu quatorze ans auparavant et vit au Texas aux États-Unis. Elle épouse le milliardaire veuf Oscar Montalbán dont la fille de dix-sept ans, Alicia, est handicapée. Soraya le tue et hérite de toute sa fortune mais doit s'occuper d'Alicia. Soraya revient au Mexique, prête à se venger de María et de la famille De la Vega. Au début, elle montre des remords pour tout ce qu'elle a fait, en essayant de convaincre la famille. Elle rencontre et séduit Nando, l'influencea et le monte contre ses parents. 
Nando commence à visiter la maison de Soraya juste pour s'enivrer et servir comme un objet sexuel. Dans le manoir, Nando rencontre Alicia et sa gouvernante Esperanza, qui lui conseillent d'arrêter de venir et de rentrer  chez lui. María soupçonne que Soraya n'a pas changé et utilise juste Nando. Nando trouve Soraya embrassant un homme appelé Aldo et la laisse. Soraya déprime et se rend compte que son ancien amant est maintenant amoureux d'Alicia et lui interdit de la voir.
Dans une tentative de réconciliation avec Nando, Soraya organise une fête et l'invite. Nando va voir Alicia et Soraya, qui a une crise de psychopathie, la bat, frappe Esperanza contre le mur et coupe Nando avec une paire de ciseaux. Alicia est sauvée par Aldo, et Nando est admis à l'hôpital. María dénonce Soraya qui prétend être innocente. Avec l'idée de la vengeance, Soraya trouve sa mère, Calixta. Calixta, trop pauvre et malade, vit en mendiant et reconnaît sa fille. Sentant de la haine envers sa propre mère, elle pousse Calixta qui lui frappe la tête et meurt.
Au début, Nando est accusé du crime, mais María en prend le blâme et est condamnée et enfermée dans une prison pour femmes où elle rencontre Penélope. Pendant sa détention, María est humiliée et agressée par les détenus et par Rosenda, l'une des gardiennes de prison. Un grand incendie se produit après que Rosenda ait été renvoyée pour avoir agressé María. María sauve Penélope mais disparaît dans les flammes. María est maintenant présumée morte. Penélope, après avoir été sauvée par María, regrette tout le tort qu'elle a fait et décide de poursuivre une nouvelle vie après sa libération de prison. Quelques jours plus tard, le docteur Daniel Ordóñez trouve María errant dans les rues sans mémoire et l'emmène chez lui où elle travaille comme nounou pour ses deux enfants.
Nando et son père s'énervent et décident de chercher María à travers les rues, mais Agripina a une crise cardiaque et ils l'emmènent à l'hôpital où ils sont réunis avec María. Après avoir révélé qu'elle a tué Oscar Montalbán et le docteur Mejia, Soraya s'enfuit de la police, rencontre María et projette de la tuer. Elle se déguise en infirmière et lui dit qu'elle est une amie de la famille De la Vega et que Tita est malade et l'emmène dans sa cabine. Esperanza et Alicia observent la scène et avertissent la famille De la Vega.
Agripina survit à sa crise cardiaque. Dans la cabine, Soraya pousse María pendant une bagarre, contre un mur d'une cheminée. Lorsqu'elle se réveille, elle se souvient de tout et Soraya, en larmes, avoue ses crimes, complètement insensée. Avec un pistolet à la main, Soraya jette de l'essence autour de la cabine. Pendant ce temps, la femme de ménage de Soraya révèle où Soraya se cache et Luis Fernando et la police se précipitent vers la cabine. Soraya jette une allumette allumée sur le sol, mettant ainsi le feu à la cabine.
Luis Fernando sauve María qui tente de sauver Soraya. Celle-ci est piégée et périt dans les flammes. Deux mois plus tard, Luis Fernando et María célèbrent une nouvelle vie heureuse avec leurs enfants. Gracia, l'amie de María en prison, travaille maintenant comme nounou des enfants de Daniel. Urbano et Fellipa se réunissent tandis qu'Agripina épouse Veracruz. Nando se marie avec Alicia qui subit une opération chirurgicale et est capable de marcher. Tita fréquente Aldo. María annonce qu'elle est à nouveau enceinte.

## Distribution
- Thalía : María Hernández Rojas de De la Vega
- Fernando Colunga : Luis Fernando De la Vega Montenegro
- Itatí Cantoral : Soraya Montenegro Vda. de Montalbán
- Irán Eory : Victoria Montenegro de De la Vega
- Ricardo Blume : Fernando De la Vega
- Carmen Salinas : Agripina Pérez
- Ana Patricia Rojo : Penélope Linares
- René Muñoz : El Veracruz
- Ludwika Paleta : María de los Ángeles De la Vega Hernández, dite Tita
- Osvaldo Benavides : Fernando De la Vega Hernández, dit Nandito
- Héctor Soberón : Vladimir de la Vega Montenegro
- Emilia Carranza : Raymunda Robles del Castillo
- Roberto Blandón : José María Cano, dit Papacito
- Meche Barba : Lupe
- Silvia Caos : Nana Calixta Popoca
- Aurora Molina : Casilda
- Pituka de Foronda : Seño Caro
- Tito Guízar : Padre Honorio
- Monserrat Gallosa : Vanessa de la Vega Montenegro
- Gloria Izaguirre : Marcela
- Claudia Ortega : Antonia
- Rebeca Manríquez : Carlota
- Beatriz Moreno : Felipa
- Raúl Padilla "Choforo" : Urbano
- Alejandra Procuna : Brenda Ramos del Real
- Leonardo Daniel : Sr. Hinojosa
- Yadira Santana : Rufina
- Amara Villafuerte : Delia
- Antonio Medellín : Dr. Carreras
- Lilia Michel : Sor Matilde
- Juan Antonio Edwards : Dr. Rodrigo Suárez
- Jessica Jurado : Verónica Robles del Castillo de Barrena
- Ninón Sevilla : Caridad
- Ariel López Padilla : Dr. Daniel Ordóñez
- Frances Ondiviela : Cecilia
- Sebastián Ligarde : Lic. Gonzalo Dorantes
- Natasha Dupeyrón : Perlita Ordóñez
- Eduardo Arroyuelo : El Manotas
- Mauricio Aspe : Aldo Armenteros
- Roberto Ballesteros : Fantasma
- Daniel Gauvry : Clemente Barrena
- Enrique Lizalde : Abelardo Armenteros
- Yuliana Peniche : Alicia Montalbán Smith
- María Prado - Rosenda
- Manuel Saval : Oscar Montalbán
- Rocío Sobrado : Gracia Valdés
- Alejandro Tommasi : Dr. Keller
- Irma Torres - Matilda Chávez, Directrice de la prison pour femmes
- Ariadne Welter : Esperanza Calderón
- Graciela Bernardos : Dra. Giménez
- Marcela Matos : Sra. Chávez
- Enrique Muñoz : Agente Murillo
- Irlanda Mora : Grimelda Campuzano, dite La Leona
- Patricia Martínez : Romelia Aguado
- Beatriz Monroy : Tísica
- Geraldine Bazán : Teresa
- Jorge Cáceres : Osvaldo Treviño
- Sebastián Garza : Pedro, dit Guicho
- Odiseo Bichir : Renato Jerez
- Karla Graham : Glenda
- Rodrigo Abed : Bernardo
- Lourdes Deschamps : Argelia
- Javier Gómez : Rosales
- Margarita Magaña : Betty
- Julio Mannino : Canseco
- Sara Montes : Elisa
- David Ostrosky : Zabala
- Javier Ruán : Zamora
- Ricardo Vera : Camilo Macías
- Maribel Palmer : Hilda Rivas
- Lourdes Reyes : Sylvia
- Eric del Castillo : Juez
- Margarita Magaña : Betty
- Ximena Duque : Ana María Vásquez

## Versions
- Raquel (RCTV, 1973-1975) avec Doris Wells
- Los ricos también lloran (Televisa, 1979-1980) avec Verónica Castro et Rogelio Guerra
- Os Ricos também Choram (SBT, 2005-2006) avec Márcio Kieling et Thaís Fersoza
- Marina (Telemundo, 2006-2007) avec Sandra Echeverría, Mauricio Ochmann, Manolo Cardona et Aylin Mujica
- María la del barrio (ABS-CBN, 2011-2012) avec Erich Gonzales et Enchong Dee
- Los ricos también lloran (Televisa, 2022) avec Claudia Martín et Sebastian Rulli